# Aristowzy
Die Aristowzy (russisch Аристовцы, wiss. Transliteration Aristovcy) sind eine russische Sekte, die Anfang des 19, Jahrhunderts aus einer Spaltung von den Petersburger Fedossejewzy entstanden ist und sich von dieser Glaubensgemeinschaft unter anderem durch ihre Auffassung über die Ehe unterschied. Sie ist nach dem Kaufmann Wassili Kusmin Aristow (Василий Кузьмин Аристов; wiss. Transliteration Vasilij Kuz'min Aristov) benannt.